# Todd Hamilton

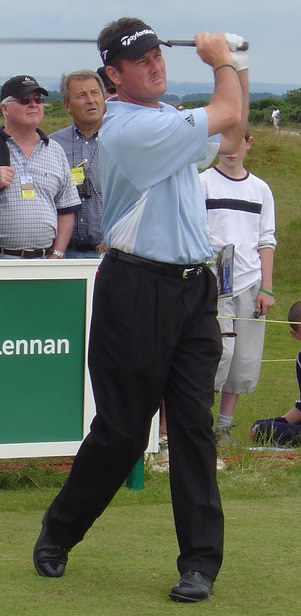
Todd Hamilton

Todd Hamilton, född 18 oktober 1965 i Galesburg i Illinois, är en professionell amerikansk golfspelare.
Hamilton föddes i en liten stad i västra Illinois och han växte upp i Biggsville i Henderson County där han gick i skola i Union High School samtidigt som han lärde sig att spela golf på en 9-hålsbana. Han studerade sedan vid University of Oklahoma och han fortsatte att spela golf där. Han bor numera i Mckinney i Texas.
Han blev professionell 1987 men klarade inte att bli medlem på den amerikanska PGA-touren. I stället tävlade han internationellt i flera år, huvudsakligen i Japan. Efter åtta försök, då han var 38 år, kom han tillbaka till kvalificeringsskolan 2003 där han för första gången lyckades få sitt tourkort för medlemskap på PGA-touren.
Hamilton vann den 133 upplagan av majortävlingen The Open Championship på Royal Troon Golf Club 2004. Han vann över Ernie Els efter särspel över 4 hål. Segersumman var 1,348,272 dollar. Efter segern sade han Jag försökte att se mig omkring och ta in alla intryck. Jag har vunnit tävlingar runt om i världen tidigare men ingen som liknar denna. Så att få vara segrare i The Open Championship är mycket speciellt.
Sin första PGA-tävling vann han den 14 mars 2004 i Honda Classic på Mirasol Country Club i Palm Beach Gardens i Florida. Han gjorde då birdie på de två sista hålen och vann med ett slag över Davis Love III. Segersumman var 900,000 dollar. Efter segern sade han Det finns förmodligen andra golfspelare som sett till talangen bättre förtjänar att vinna detta, men jag kan garantera er att ingen uppskattar det mer än jag.

## Meriter

### Majorsegrar
- 2004 The Open Championship

### PGA-segrar
- 2004 Honda Classic